# Смелая, Елена Павловна
Еле́на Па́вловна Сме́лая (6 декабря 1929, Симферополь — 28 декабря 2001, Москва) — советская и российская актриса, режиссёр, лауреат премии «ТЭФИ».

## Биография
Родилась 6 декабря 1929 года в Симферополе. Пережила блокаду Ленинграда со своей большой семьёй, все выжили, школу окончила в Ленинграде.
Переехала в Москву. В 1949—1953 училась на актёрском факультете школы-студии МХАТ. После трудового распределения попала со своим мужем, театральным режиссёром Григорием Залкиндом в Ташкент. 7 лет была актрисой в Ташкентском драматическом театре и в театре Дзержинска (роль Вари в «Вишнёвом саде», много ролей в советских пьесах, которые ставил как режиссёр её муж). В 1960-е годы — помощник режиссёра и ассистент режиссёра детской редакции ЦТ. В 1965 году училась на курсах повышения квалификации режиссёров. В 1966 г. по 1968 г. училась на режиссёрском факультете ВГИКа. С 1968 по 1976 г. — в Молодёжной редакции ЦТ. С 1976 по 1990 годы — в творческом объединении «Экран». С 1990 года — режиссёр АТВ. Режиссёр программы «В поисках утраченного», получившей премию ТЭФИ. Получила премию Американской академии телевидения за фильм «Дуня».
В серии «Документальная камера» о жизни и творчестве Е. П. Смелой снят фильм Георгия Сушко «Елена Смелая. Режиссёр эпохи телевидения» (2011).

## Семья
- Муж — Григорий Исаакович Залкинд, режиссёр.
- Сын — Андрей Смелый (1955—2005), режиссёр, работал на радио и на канале REN TV.
- Внучка — Ксения Щедрина, режиссёр ТВ.

## Фильмография
Режиссёр свыше 30 документальных фильмов:
- «Петрово поле» (1984),
- «Найди соперника» (1986),
- «Вид из окошка» (1987) (фильм получил 3 международные премии на фестивалях телефильмов в Лейпциге, Минске, Лос-Анджелесе),
- «Без наследника» (1990),
- «Деревня»,
- «Золотой плёс»,
- «Кто есть кто» и др.

В телекомпании АТВ была режиссёром фильмов:
- «Пожар», «Лабуда» (1992),
- «Дом лицом на закат» (1993),
- «Откровения от Вилли» (1993),
- «Дуня» (2000)[3] получил премию ТЭФИ в 2001, получил премию Американской академии телевидения.
- «Вспоминая Рождество» (2001)[4]

- Цикл передач «В поисках утраченного» также получил премию ТЭФИ в 1998 году.